# Максуд Шейхзаде
Максуд Шейхзаде (7 листопада 1908, Баку, Арешський повіт, Єлизаветпольска губернія, Російська імперія — 19 лютого 1967, Ташкент) — радянський узбецький письменник, поет, драматург; літературознавець і мовознавець, автор перекладів узбецькою мовою творів світової літературної класики (Шекспір, Пушкін, Лермонтов, Ахундов, Руставелі, Чаренц, Маяковський, Байрон, Тагор та інші), педагог. Заслужений діяч мистецтв Узбецької РСР (1964). За національністю азербайджанець.
Початкову освіту здобув у школі «Рушдіє», яку заснував знаменитий педагог Мухтар Ефенді. З 1920 по 1925 рік навчався на заочному відділенні в Бакинському педагогічному училищі, де серед його викладачів були Гусейн Джавід, Абдулла Шаїґ, Джаббар Ефендізаде, Медіна Гіясбейлі, народний учитель Джамі Джебраілбейлі. Після закінчення навчання протягом двох років викладав в навчальних закладах Дербента і Буйнакська в Дагестані.
У 1928 році, з початком гонінь більшовиків на національну інтелігенцію, Максуд Шейхзаде був висланий до Ташкента. У 1933 закінчив Бакинський педагогічний інститут. З 1933 по 1935 рік навчався в аспірантурі при Комітеті науки Народного комісаріату Узбецької РСР. У 1935—1938 роках був науковим співробітником Інституту мови і літератури ім. О. С. Пушкіна Академії Наук Узбецької РСР.
З 1938 року викладав історію узбецької літератури в Ташкентському педагогічному інституті ім. Нізамі, працював деканом факультету та завідувачем кафедри узбецької літератури. Регулярно друкувався в періодичних виданнях. Його активна перекладацька діяльність, праці в області узбецької літератури і педагогічна діяльність здобули йому популярність в науковому середовищі Узбекистану.
У вересні 1952 був звинувачений у поширенні контрреволюційних ідей і оголошений керівником підпільної організації. Як ворог народу був засуджений на 25 років позбавлення волі. В середині 50-х років був звільнений з табору під Іркутськом і реабілітований.
У 1960 році вступив до КПРС. Продовжив творчу і педагогічну діяльність. Нагороджений орденами «За видатні заслуги» (2001, посмертно), «Знак Пошани» та медалями. У 1964 році йому було присвоєно звання Заслуженого діяча мистецтв Узбецької РСР.